# Distrito da peninsula de Quenai
O Distrito da Península de Quenai (Kenai) é um dos 18 distritos organizados do estado americano do Alasca. É um distrito organizado, ou seja, que possui o poder e o dever de fornecer certos serviços públicos aos seus habitantes. Sua sede de distrito é Soldotna. Possui uma área de 64.114 km², uma população de 49.691 habitantes e uma densidade demográfica de 0,8 hab/km².